# Greg Stiemsma
Gregory Stiemsma (26 de setembro de 1985) é um americano jogador profissional de basquete que jogou pela última vez no Toronto Raptors da National Basketball Association (NBA). Ele jogou basquete na Universidade de Wisconsin–Madison e não foi draftado no Draft da NBA de 2008. Stiemsma é um pivô de 2,11m que é conhecido por ser bom defensivamente e por seus blocks.

## Carreira na escola
Stiemsma estudou na escola Randolph em Randolph, Wisconsin, onde ele levou o time a ganhar títulos estaduais da Divisão 4 em seus segundo,terceiro e quarto ano. Em seu terceiro ano, em 2002-03, foi para o melhor time do torneio com médias de 14,5 pontos, 8.3 rebotes, 5.5 blocks e 2,7 assistências por jogo.
Em novembro de 2003, ele assinou uma Carta de Intenção para jogar basquete universitário na Universidade de Wisconsin–Madison.
Em seu último ano, em 2003-04, ele foi limitado a apenas 18 jogos devido a lesão no joelho direito e terminou a temporada com uma média de 11,6 pontos, 8,3 rebotes e 4.1 blocks por jogo.

## Carreira na faculdade
Em sua temporada de calouro em Wisconsin, Stiemsma jogou apenas 10 jogos por causa de uma lesão no pé direito. Nesses 10 jogos, teve média de apenas 1,1 pontos por jogo.
Em sua segunda temporada, ele foi novamente interrompido depois de apenas 16 jogos depois que ele foi considerado inelegível para jogar durante o segundo semestre, devido às sua notas ruins. Stiemsma mais tarde foi diagnosticada com depressão como resultado de seu mau desempenho acadêmico. Apesar disso, ele ainda terminou a temporada em primeiro na equipe de com um total de 24 blocks. Nesses 16 jogos, ele teve médias de 2,8 pontos, 2.8 rebotes e 1,5 blocks por jogo.
Em seu terceiro ano, ele jogou a sua primeira temporada completa, jogando 34 dos 36 jogos, com médias de 2,2 pontos, 3.1 rebotes e 1.1 assistências por jogo.
Em seu último ano, Stiemsma liderou a equipe com 40 blocks. Em 35 jogos, ele teve uma média de 3,5 pontos, 3.1 rebotes e 1.1 tocos por jogo.

### Estatísticas na faculdade
| Anos    | Times     | Jogos | MPJ  | FG%  | 3P%  | FT%  | RPJ | APJ | RBPJ | BPJ | PPJ |
| ------- | --------- | ----- | ---- | ---- | ---- | ---- | --- | --- | ---- | --- | --- |
| 2004-05 | Wisconsin | 10    | 2.7  | .833 | .000 | .500 | .6  | 0   | .1   | .2  | 1.1 |
| 2005-06 | Wisconsin | 16    | 11.7 | .553 | .000 | .429 | 2.8 | .9  | .4   | 1.5 | 2.8 |
| 2006-07 | Wisconsin | 34    | 9.9  | .500 | .000 | .808 | 1.6 | 1.1 | .1   | .9  | 2.2 |
| 2007-08 | Wisconsin | 35    | 11.5 | .548 | .000 | .826 | 3.1 | .7  | .4   | 1.1 | 3.5 |

## Carreira profissional

### Os primeiros anos (2008-2011)

#### Temporada 2008-09
Stiemsma não draftado no draft da NBA de 2008. Em agosto de 2008, ele assinou com Oyak-Renault da Turquia para a temporada 2008-09. Em fevereiro de 2009, ele deixou Oyak e assinou com o Seul SK Knights da Coreia do Sul para o resto da temporada. No dia 11 de abril de 2009, ele foi adquirido pela Sioux Falls Skyforce da NBA Development League.

#### Temporada 2009-10
Em julho de 2009, Stiemsma juntou-se ao Memphis Grizzlies para a Summer League de 2009. Em 1 de novembro de 2009, ele foi readquirido pelos Sioux Falls Skyforce. Em 13 de abril de 2010, ele assinou com o Minnesota Timberwolves para o resto da temporada.

#### Temporada 2010-11
Em julho de 2010, Stiemsma juntou-se ao Minnesota Timberwolves para a Summer League de 2010. Em 10 de setembro de 2010, ele foi dispensado pelo Timberwolves antes de jogar um jogo pelo clube. Nesse mesmo mês, ele assinou com o Cleveland Cavaliers, no entanto, ele foi dispensado pelo Cavaliers no dia 2 de outubro de 2010. Três dias depois, ele assinou um contrato de dois anos com Türk Telekom da Liga Turca de Basquetebol.

#### Temporada 2011-12
Em 21 de agosto de 2011, Stiemsma, assinou com o BC Sukhumi da Geórgia, mas saiu antes jogar qualquer jogo. Em 2 de novembro de 2011, ele foi readquirido pelos Sioux Falls Skyforce.

### Boston Celtics (2011-2012)

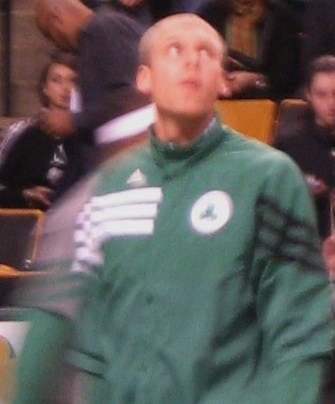
Stiemsma com o Boston Celtics

Em 9 de dezembro de 2011, Stiemsma assinou com o Boston Celtics. Em 28 de dezembro de 2011, ele fez sua estréia na NBA fazendo 2 pontos, 6 blocks e 4 rebotes em uma derrota por 78-97 para o New Orleans Hornets. Em Março de 2012, ele assinou um contrato de patrocínio com a Nike.
Em 29 de junho de 2012, o Celtics ofereceu uma extensão do contrato de Stiemsma por 1,05 milhões tornando-o assim um agente livre restrito.

### Minnesota Timberwolves (2012-2013)
Em 21 de julho de 2012, Stiemsma recebeu uma oferta do Minnesota Timberwolves. Dois dias depois, o Celtics retirou sua oferta e abriu o caminho para o Timberwolves contratá-lo como um agente livre irrestrito. No dia 2 de agosto de 2012, ele assinou oficialmente com o Timberwolves.
Em 7 de julho de 2013, ele foi dispensado pelo Timberwolves.

### New Orleans Pelicans (2013-2014)
Em 10 de julho de 2013, Stiemsma assinou com o New Orleans Pelicans. Em 14 de abril de 2014, ele foi dispensado pela Pelicans.

### Raptors, Magic e Trail Blazers (2014-2016)
Em 4 de setembro de 2014, Stiemsma assinou com o Toronto Raptors.
Em 24 de setembro de 2015, Stiemsma assinou com o Orlando Magic, no entanto, devido a uma lesão no tendão de Aquiles, Stiemsma foi impedido de jogar no início da pré-temporada, jogando dois jogos amistosos e fazendo 1,5 rebotes em 8.3 minutos por jogo. Posteriormente, ele foi dispensado pela Magic no dia 22 de outubro, antes do início da temporada regular.
Em 12 de setembro de 2016, Stiemsma assinou com o Portland Trail Blazers, mas foi dispensado no dia 21 de outubro depois de jogar quatro jogos da pré-temporada.

## Estatísticas de carreira na NBA

### Temporada regular
| Anos     | Times        | Jogos | MPJ  | FG%  | 3P%  | FT%  | RPJ | APJ | RBPJ | BPJ | PPJ |
| -------- | ------------ | ----- | ---- | ---- | ---- | ---- | --- | --- | ---- | --- | --- |
| 2011-12  | Celtics      | 55    | 13.9 | .545 | .000 | .707 | 3.2 | .5  | .7   | 1.5 | 2.9 |
| 2012-13  | Timberwolves | 76    | 15.9 | .457 | .000 | .768 | 3.4 | .4  | .6   | 1.2 | 4.0 |
| 2013-14  | Pelicans     | 55    | 18.3 | .574 | .000 | .594 | 4.1 | .7  | .6   | 1.0 | 2.9 |
| 2014-15  | Raptors      | 17    | 3.9  | .750 | .000 | .500 | .9  | .2  | .1   | 0   | .8  |
| Carreira | Carreira     | 203   | 15.0 | .509 | .000 | .705 | 3.3 | .5  | .6   | 1.1 | 3.2 |

### Playoffs
| Anos | Times   | Jogos | MPJ | FG%  | 3P%  | FT%  | RPJ | APJ | RBPJ | BPJ | PPJ |
| ---- | ------- | ----- | --- | ---- | ---- | ---- | --- | --- | ---- | --- | --- |
| 2012 | Celtics | 19    | 7.5 | .667 | .000 | .667 | 2.2 | .3  | .2   | .6  | 1.5 |

## Carreira internacional
Em 2011, Stiemsma ganhou a medalha de bronze com a Equipe dos EUA no Jogos Pan-Americanos, onde ele ficou em segundo lugar no torneio em tocos, com 11.

## Vida pessoal
Stiemsma é o filho de Rick e Sharry Stiemsma, e tem uma irmã, Erin. Ele é holandês de origem.